# Irving Bacon
Irving Bacon (Saint Joseph, Missouri, 6 de setembre de 1893 − Hollywood, Califòrnia, 5 de febrer de 1965) va ser un actor estatunidenc.
Apareixent més sovint al cinema en petits papers, Irving Bacon participa entre 1923 i 1958 en més de 500 pel·lícules estatunidenques, entre les quals prop de 60 films muts. Moltes vegades, retroba el realitzador Frank Capra, sobretot a  L'home del carrer  el 1941, on fa el paper de Beany , un dels seus més destacats. Per a la televisió, participa en algunes sèries, de 1950 a 1960.

## Filmografia

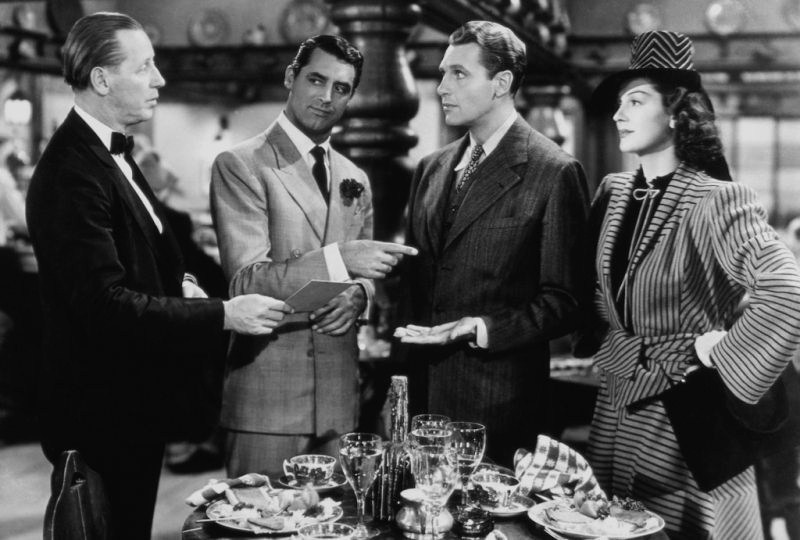
D'esquerra a dreta: Irving Bacon, Cary Grant, Ralph Bellamy i Rosalind Russell, a His Girl Friday (1940)

- 1926: A Prodigal Bridegroom de Lloyd Bacon i Earle Rodney
- 1927: California or Bust de Phil Rosen
- 1928: The Good-Bye Kiss de Mack Sennett
- 1929: The Old Barn de Mack Sennett
- 1929: Two Sisters de Scott Pembroke
- 1930: Wake Up and Dream de Lloyd Bacon
- 1932: This is the Night de Frank Tuttle
- 1932: The Big Broadcast de Frank Tuttle
- 1933: Lady for a Day de Frank Capra
- 1934: The Pursuit of Happiness d'Alexander Hall
- 1934: Va succeir una nit (It Happened One Night) de Frank Capra
- 1934: Broadway Bill de Frank Capra
- 1934: Miss Fane's Baby Is Stolen d'Alexander Hall
- 1935: It's a Small World d'Irving Cummings
- 1936: Earthworm Tractors de Ray Enright
- 1936: Mr. Deeds Goes to Town de Frank Capra
- 1936: Hollywood Boulevard de Robert Florey
- 1937: Internes can't take Money d'Alfred Santell
- 1937: True Confession de Wesley Ruggles
- 1938: The Amazing Dr. Clitterhouse d'Anatole Litvak
- 1938: No us l'endureu pas (You Can't Take It With You) de Frank Capra
- 1938: The First Hundred Years de Richard Thorpe
- 1939: The Oklahoma Kid de Lloyd Bacon
- 1939: The Adventures of Huckleberry Finn de Richard Thorpe
- 1939: Allò que el vent s'endugué (Gone with the Wind) de Victor Fleming, George Cukor i Sam Wood
- 1939: They made me a Criminal de Busby Berkeley
- 1939: Indianapolis Speedway de Lloyd Bacon
- 1940: His Girl Friday de Howard Hawks
- 1940: El raïm de la ira (The Grapes of Wrath) de John Ford
- 1940: Blondie on a Budget de Frank R. Strayer
- 1940: The Howards of Virginia de Frank Lloyd
- 1941: El recluta enamorat (Caught in the Draft) de David Butler
- 1941: Skylark de Mark Sandrich
- 1941: Great Guns de Monty Banks
- 1941: L'home del carrer (Meet John Doe) de Frank Capra
- 1941: Tobacco Road de John Ford
- 1942: Holiday Inn de Mark Sandrich
- 1942: The Spoilers de Ray Enright
- 1942: Footlight Serenade de Gregory Ratoff
- 1943: Shadow of a Doubt d'Alfred Hitchcock
- 1943: Guest Wife de Sam Wood
- 1943: King of the Cowboys de Joseph Kane
- 1943: In Old Oklahoma d'Albert S. Rogell
- 1943: Weeks to live de Malcolm St. Clair
- 1943: Girl Crazy de Norman Taurog i Busby Berkeley
- 1944: Casanova Brown de Sam Wood
- 1945: Spellbound d'Alfred Hitchcock
- 1947: Week-End at the Waldorf de Robert Z. Leonard
- 1947: The Bachelor and the Bobby-Soxer d'irving Reis
- 1947: Monsieur Verdoux de Charlie Chaplin
- 1948: Good Sam de Leo McCarey
- 1948: Moonrise de Frank Borzage
- 1948: State of the Union de Frank Capra
- 1948: Albuquerque de Ray Enright
- 1949: It's a Great Feeling de David Butler
- 1949: Manhandled de Lewis R. Foster
- 1950: Born to Be Bad de Nicholas Ray
- 1950: Riding High de Frank Capra
- 1951: Motiu d'alarma (Cause for Alarm!) de Tay Garnett
- 1951: Here Comes the Groom de Frank Capra
- 1952: Room for One More de Norman Taurog
- 1954: The Glenn Miller Story d'Anthony Mann
- 1954: A Star is born de George Cukor
- 1960: Laramie (sèrie de televisió)